# Larrivee Guitars

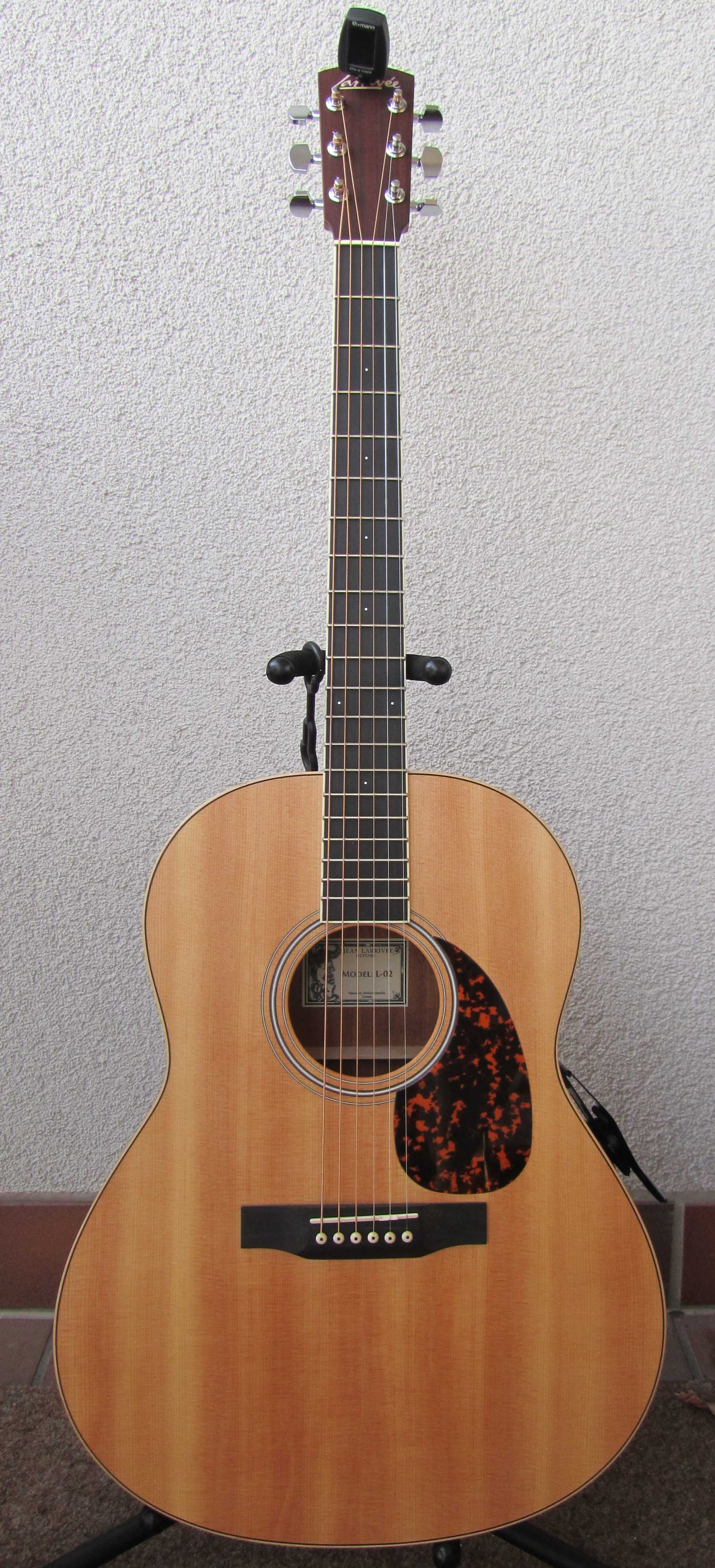
Larrivée L-02, eines der Standard-Modelle.

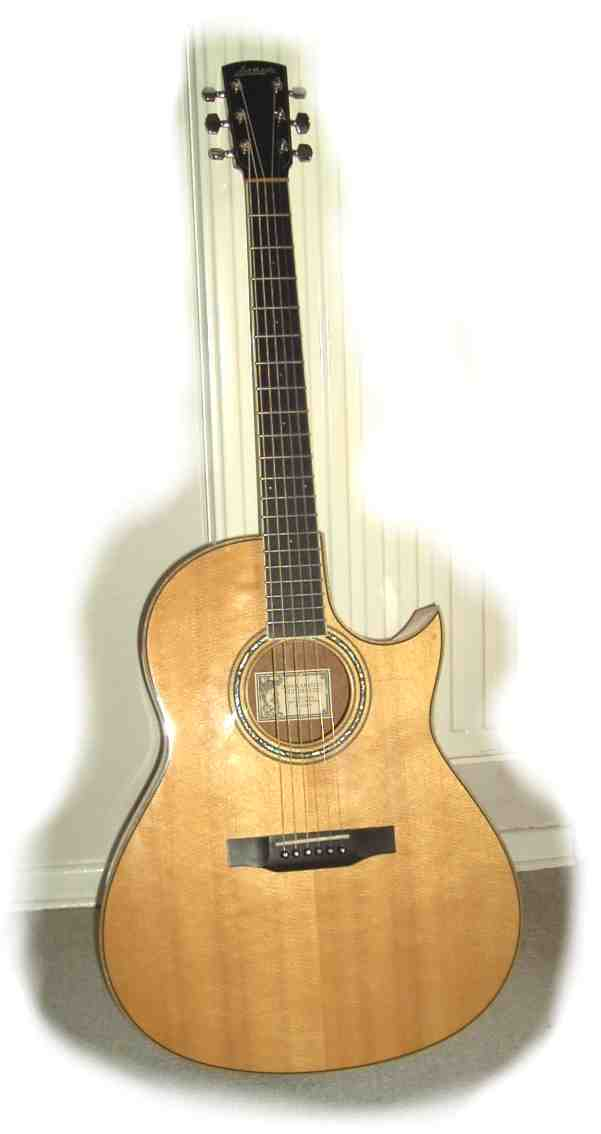
Modell LV-05 mit florentinischem Cutaway.

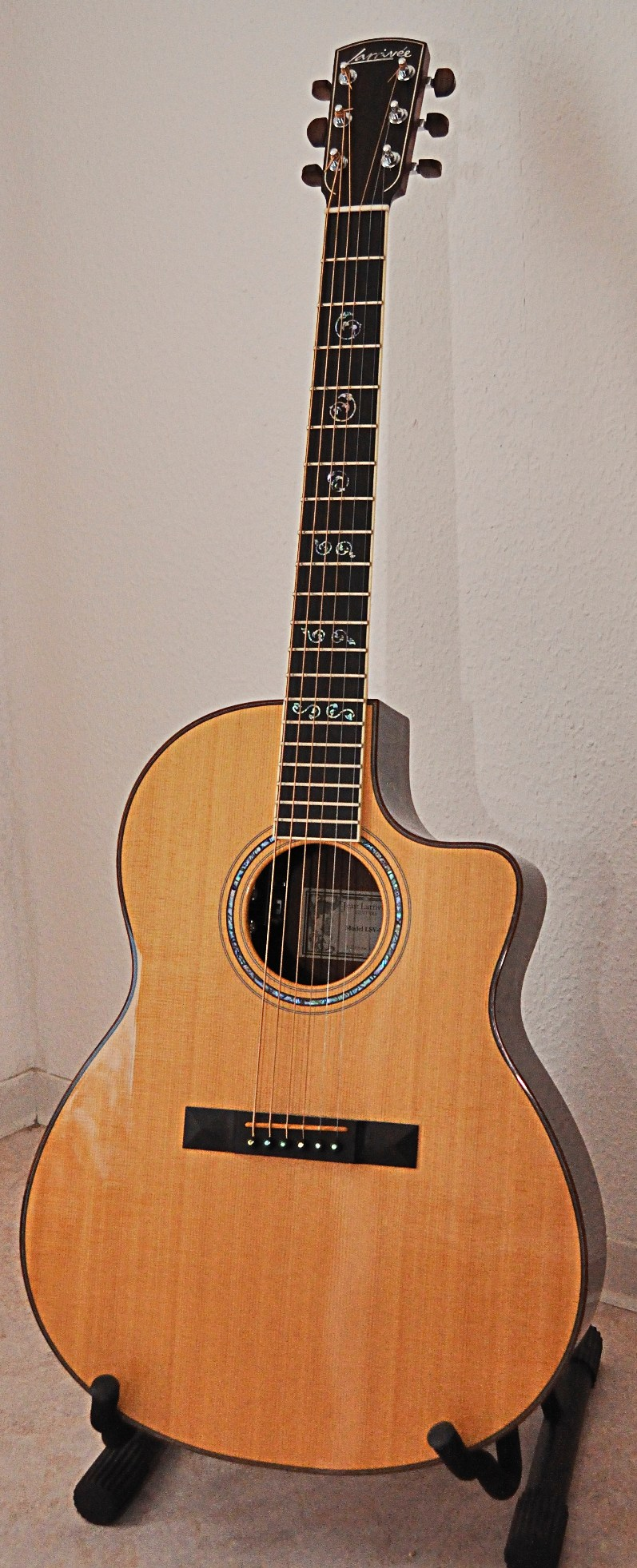
Modell LSV-11E mit Maccaferri-Cutaway.

Jean Larrivée Guitars Ltd. ist eine Instrumentenbaufirma in Oxnard, Kalifornien. Sie wurde 1967 von Jean-Claude Larrivée gegründet, befindet sich bis heute in Familienbesitz und spezialisierte sich auf die Herstellung hochwertiger akustischer Gitarren, es werden aber auch E-Gitarren und Mandolinen produziert.

## Geschichte
Jean Larrivée begann im Alter von 20 Jahren klassische Gitarre zu studieren und wurde wenig später dem deutschen Gitarrenbauer Edgar Mönch in Toronto vorgestellt. Bei ihm absolvierte Larrivée seine Ausbildung zum Gitarrenbauer, erwarb eine Werkstatt und widmete sich zunächst dem Verkauf von Gitarren. Ab dem Jahr 1971 begann er, seine ersten Stahlsaiten-Gitarren herzustellen, welche sich nach der Dreadnought-Korpusform von Martin Guitars orientierten. In den Jahren von 1971 bis 1977 entwickelte sich die Firma von Jean Larrivée kontinuierlich, auch mithilfe von Wendy Jones, die Gravuren und Intarsien für die zu fertigenden Gitarren entwarf und durchführte; sie heirateten 1972. Im Jahr 1976 hatte Jean Larrivée acht Mitarbeiter, die zwischen 25 und 30 Instrumente pro Monat herstellten. Der größte Teil davon wurde in Kanada verkauft, einige jedoch auch in Europa, wo sie großen Anklang fanden. 1977 übersiedelte die Firma nach Victoria, British Columbia, wo durch den Einsatz neuer Maschinen eine wesentliche Qualitätssteigerung erreicht werden konnte. 1998 übersiedelte die Firma erneut, und zwar auf den Firmensitz in Vancouver. Auf einer Betriebsfläche von 33.000 Quadratmetern werden täglich rund 60 bis 70 Gitarren produziert. 2001 wurde eine zweite Produktionsstätte in Kalifornien, USA eröffnet. 2013 nahm die Firma ihren Sitz in Oxnard.

## Besonderheiten
Das D-03 Modell wurde 1997 vorgestellt und sollte ursprünglich nur in einer Auflage von 1000 Stück produziert werden. Durch die immense Nachfrage, die dieses Modell erreichte, ist es in der Zwischenzeit zum Standardmodell der Firma geworden.
Bei Larrivée Guitars gibt es bis heute keine Fließbandfertigung, wodurch die Gitarren wegen ihrer in Handfertigung erreichten Qualität einen sehr guten Ruf unter Gitarristen genießen. Sie werden aus massiven und edlen Hölzern hergestellt und zählen neben den Instrumenten anderer Hersteller zu den beliebtesten Gitarren im höheren Preissegment. In der Regel wird auch jede Gitarre von Larrivée mit einem Echtheitszertifikat ausgeliefert.
Anders als viele Wettbewerber ließ Larrivée zu keiner Zeit seine Gitarren in Billiglohnländern wie China, Taiwan oder Südkorea fertigen.
Larrivée-Gitarren spielen u. a. Morgan Finlay, Peter Autschbach, Georg Danzer, Rainhard Fendrich, Peter Ratzenbeck, John Hiatt, Dave Shul, Ray Scott und Brad Paisley, darüber hinaus existiert ein Exemplar auf der ISS zur psychischen Unterstützung der Crew.

## Modelle
- 03 Recording Series
- 05 Mahogany Select Series
- 09 Rosewood Artist Series
- 10 Rosewood Deluxe Series
- 11 Fingerstyle Series
- 50 Mahogany Traditional Series
- 60 Rosewood Traditional Series
- 30 Series Classical Guitars

Die Modellreihe 03 Recording Series wird in Kanada produziert, die meisten anderen Modelle in Kalifornien.